# Douvergenhout
Douvergenhout is een buurtschap van Merkelbeek in de gemeente Beekdaelen, gelegen in de Nederlandse provincie Limburg.

## Geschiedenis
De buurtschap is ontstaan door een samenklontering van de buurtschappen Douve, Hout en Haag (nog tot uiting komend in de huidige straatnamen: Douve, Houtstraat en Haagstraat), welke in de 12e eeuw ontstonden ten westen van het toenmalige kerkdorp Merkelbeek, dat meer naar het oosten, aan de Merkelbekerbeek lag, het huidige Onderste Merkelbeek. Omstreeks 1840 rezen er conflicten tussen de bewoners van Onderste-Merkelbeek en die van de buurtschappen aangaande de plaats van de voorzieningen. In 1860 werd toen in het open gebied tussen de buurtschappen en Onderste Merkelbeek een gemeenteschool met woning gebouwd, en daar was ook een kamer die als gemeentehuis kon dienen. In 1879 werd op deze plaats de nieuwe parochiekerk gebouwd, en daaromheen ontstond de huidige kern van het dorp Merkelbeek, Bovenste Merkelbeek genoemd. De drie eerder genoemde buurtschappen liggen hier ten westen van en staan bekend als Douvergenhout.
Douvergenhout ligt op een kruispunt van wegen: Naar Amstenrade, naar Oirsbeek, naar Doenrade, naar Bingelrade en naar Brunssum.

## Bezienswaardigheden
In 1962 werd te Douvergenhout de Onze-Lieve-Vrouw-van-Banneuxkapel gebouwd, een bakstenen wegkapel gewijd aan Onze-Lieve-Vrouw van Banneux. Deze kapel bevat een mozaïek, Maria voorstellende.
De boerderijen Haagstraat 12-16, 26 en 33 zijn geklasseerd als rijksmonument.
Dorpen: Aalbeek · Amstenrade · Arensgenhout · Bingelrade · Doenrade · Hulsberg · Jabeek · Merkelbeek · Nuth · Oirsbeek · Puth · Schimmert · Schinnen · Schinveld · Sweikhuizen · Vaesrade · Wijnandsrade

Buurtschappen en gehuchten: Bovenste Puth · Brand · Breinder · Brommelen · Daniken (deels) · Douvergenhout · Etzenrade · Gracht · Grijzegrubben · Haasdal · Hegge · Heisterbrug · Helle · Hellebroek · Hommert · Hunnecum · Kamp · Kathagen · Klein-Doenrade · Kleingenhout · Kling · Kruis · Laar · Leeuw · Nagelbeek · Nierhoven · Oensel · Onderste Puth · Op de Bies · Op den Hering · Oppeven · Reuken · Swier · Terstraten · Tervoorst · Thull · Viel · Vink · Wintraak · Wissengracht · Wolfhagen

Limburg: Steden en dorpen      Nederland: Provincies · Gemeenten